# Călătoria lui Ion
Călătoria lui Ion este un film românesc din 1974 regizat de Adrian Petringenaru.